# Sgrigliatore
Lo sgrigliatore è un dispositivo elettromeccanico, in genere automatico, che rimuove i detriti accumulati contro una griglia. È un complemento indispensabile nella vasca di carico della condotta forzata della centrale idroelettrica.
In genere è azionato da cilindri oleodinamici che muovono un pettine montato su un braccio incernierato ad una estremità. Il pettine che in un primo tempo viene allontanato dalla griglia e calato in acqua fino alla fine corsa, in un secondo momento viene avvicinato alla griglia e risollevato facendolo correre lungo la stessa.
Il pettine è costituito da una serie di rebbi, che impegnano gli spazi tra le barre che formano la griglia.
Lo sgrigliato (ovvero la massa dei detriti) è sollevato fino alla testa della griglia e scaricato in una canaletta o su un nastro trasportatore.Tali sistemi di evacuazione detriti trasportano il materiale sgrigliato in vasche di recupero o container per un facile stoccaggio e trasporto.
Esistono altri tipi di sgrigliatori, montati con strutture semoventi su rotaie, o costituiti da una catena dentata.
Sostanzialmente si dividono in sgrigliatori a corsa attiva e sgrigliatori a corsa passiva; i primi svolgono il lavoro di pulizia dall'alto verso il basso portando tutto il materiale fino in fondo, tramite una benna con valve mobili, serrando la benna e salendo con il materiale sgrigliato. 
Gli sgrigliatori a corsa passiva invece eseguono la corsa discensionale a vuoto: allontanati dalla griglia, si avvicinano alla griglia sul fondo ed eseguono la corsa di risalita pulendo tramite un pettine.